# Jayapura
Jayapura City (în indoneziană Kota Jayapura) este un oraș din Indonezia, capitală a provinciei Papua.

## Orașe înfrățite
- San José, Costa Rica
- Puerto Princesa, Palawan, Filipine
- Songkhla, Songkhala, Thailanda